# Raymond Loucheur
Pour les articles homonymes, voir Loucheur.
Raymond Loucheur, né le 1er janvier 1899 à Tourcoing et mort le 14 septembre 1979 à Nogent-sur-Marne, à la Maison nationale des artistes, est un compositeur français.

## Biographie
Très tôt, il quitte la ville de Tourcoing pour faire ses études au Havre avec Henri Woollett qui a parmi ses élèves Arthur Honegger. Puis, il entre au Conservatoire de musique et de déclamation à Paris et travaille avec Henri Dallier, Paul Fauchet, Nadia Boulanger pour l'harmonie, André Gedalge pour le contrepoint et la fugue, Max d'Ollone et Paul Vidal pour la composition, Vincent d'Indy pour la direction d'orchestre. En même temps Joseph Baggers lui enseigne la pratique des timbales.
En 1928, il remporte brillamment le 1er Grand Prix de Rome avec la cantate Héraklès à Delphes sur un livret de René Puaux et exécutée le 26 octobre 1929 par les Concerts Lamoureux pour y recevoir un excellent accueil. La même année, il épouse à Paris Lucie Madeleine Boyer, professeur de musique, fille du journaliste Jean Auguste Boyer (1857-1945) et de l'artiste peintre Marthe Boyer-Breton.
Entre 1925 et 1940, il enseigne dans les écoles de la ville de Paris. Il fait partie des musiciens "réunis sous le Patronage de la radiodiffusion nationale pour créer une large fresque" sur Jeanne d'Arc créée en 1942 (Voir Georges Dandelot pour plus de détails).
Il reçoit le Grand Prix national de musique en 1934 et, en 1935, le Prix Georges Bizet. En 1942, il est inspecteur principal de l'éducation musicale dans les écoles de la Seine puis devient inspecteur général de l'Instruction publique (1946) et directeur du Conservatoire national supérieur de musique (1956-1962).

## Ses œuvres

### Ballet
- Hop-Frog, conte d'Edgar Allan Poe avec une chorégraphie d'Harold Landes (1935-1948 ; Opéra de Paris, 17 juin 1953 ; il a extrait deux suites symphoniques, Paris 30 juin 1949).

### Musique vocale
- Héraklès à Delphes, cantate (Le Havre, 12 juin 1928),
- 3 Duos pour soprano, chœur et orchestre : Nostalgiques, Pour Mnasidica tiré d'une poésie de Sappho et la Chanson des Ingénieurs de Verlaine (poèmes Saturniens) (1934),
- La Ballade des petites filles qui n'ont pas de poupée pour 4 solistes, chœur et piano (1936),
- L'apothéose de la Seine pour récitant, mezzo-soprano, chœur, ondes Martenot et orchestre (1937 ; Paris, 7 juillet 1937 pour l'Exposition en collaboration avec Fernand Gregh pour la partie littéraire),
- 5 poèmes de Rainer Maria Rilke pour mezzo-soprano et quatuor à cordes (1952-1957),
- des mélodies : Qui est gris, la Poule jaune, Complainte de l'organiste de Notre-Dame de Nice, etc.,
- Psaume XXXIX pour chœur et orchestre.

### Musique pour orchestre
- 3 symphonies : no 1 (1929-1933 ; 1re exécution complète aux Concerts Colonne le 15 décembre 1936 ; révisée en 1969) – no 2 (1944 ; Paris, 15 février 1945), no 3 (1971 ; Paris, 17 octobre 1972).
- En famille, pour orchestre de chambre ou sextuor de clarinettes (1932 ; orchestration en 1940).
- Défilé inspiré d'une photographie sportive comprenant 4 parties : Convocation, les enfants, les jeunes filles et les jeunes gens (1934).
- Pastorale (1939).
- Rapsodie malgache pour le cinquantenaire du rattachement de Madagascar à la France en 1895 est divisée en quatre parties : Les musiciens – les Piroguiers – les Sorciers et les Guerriers (1945 ; Paris, 10 octobre 1946 sous la direction de Manuel Roshental).
- Divertissement (1951).
- Concertino pour trompettes et orchestre ou sextuor de clarinettes (1954 ; orchestration en 1956).
- Concerto pour violon (1960-1963 ; Paris, 28 février 1965).
- Concertino pour percussion (1963 ; Paris, 9 janvier 1966).
- Cortège Interlude et danse en hommage à Rameau pour instruments à vent, harpe et percussion (1964-1965).
- Concerto pour violoncelle (1967-1968, Radio Luxembourg le 11 juillet 1968).
- Thrène pour orchestre à cordes et flûtes (1971).
- Hommage à Raoul Dufy (1973 ; Paris, 27 octobre 1974).
- Evocations pour orchestre d'harmonie (1974 ; Paris, 7 mars 1976).

### Musique de chambre
- En famille pour sextuor de clarinette, hautbois et basson (1947).
- 4 Pièces en quintette pour harpe, flûte, violon, alto et violoncelle (1953).
- Concertino pour trompette et sextuor de clarinettes (1954 ; orchestration 1956).
- Sonate pour violon seul (1959).
- Dialogues pour flûte et harpe (1965).
- Rencontres pour hautbois et violoncelle (1972).
- Divertissement sur les flûtes pour 10 flûtes (1975).
- Reflets pour quintette de cuivres (1976).
- Portraits pour trio d'anches (hautbois, clarinette et basson).